# Skotlands flag
Skotlands flag består af et hvidt andreaskors på et blåt felt, eller med heraldisk beskrivelse, azure, a saltire argent. Korset symboliserer apostlen Andreas, landets skytshelgen. 
Flaget hævdes at være et af de ældste nationalflag som fortsat er i brug, men dette er i bedste fald diskutabelt. Legenden daterer flaget tilbage til det 9. århundrede. Selv om andreaskorset forekommer i skotsk sammenhæng også tidligere, er den første sikre indikation på Skotlands flag, et hvidt andreaskors på blå dug, fra ca. 1540. 

## Historie
Ifølge legenden ledede Oengus af Dalriada pikterne og skotterne i et slag mod anglerne under Athelstan af East Anglia. Oengus og hans mænd blev omringet, og bad om guddommelig indgriben. I løbet af natten viste apostelen Andreas sig for ham og forsikrede ham om, at han ville sejre. Næste morgen viste der sig et hvidt andreaskors på den blå himmel. Pikterne og skotterne blev styrket af synet, mens anglerne mistede modet og tabte slaget. Det hvide kors på blå bund skulle ifølge legenden derefter være taget i brug som Skotlands flag. 
Dokumentariske beviser kommer først senere. I 1385 bestemte Det skotske parlament, at landets soldater skulle bære et hvidt kors i kamp. Det ældste flag, som er bevaret, er fra 1503, og har et hvidt kors på et rødt felt. Omkring 1540 blev legenden om kong Oengus og korset på himlen almindelig kendt, og baggrundsfarven blev ændret til blå. 

## Farver og dimensioner
Den blå farve har varieret en del, først og fremmest ud fra hvad slags farvestoffer, man havde til rådighed. I 2003 besluttede en komité nedsat af Skotlands parlament, at officielle flag skal have nuancen Pantone 300. Denne er noget lysere end farven som bruges i Union Jack, som er Pantone 280. 
Proportionerne er ikke formelt bestemt, men der bruges gerne 5:3 eller 3:2; førstnævnte er mest almindelig. Korset skal have en bredde tilsvarende en femtedel af flagets højde.